# Церква Преображення Господнього (Поличинці)
Церква Преображення Господнього (місцева назва: Преображенська церква) — чинна церква, одна з найдавніших пам'яток Козятинського району Вінницької області. Є пам'яткою архітектури національного значення, охоронний номер — 965. Дата побудови - 1661 рік

## Історія

### Церква у XVIII–XIX столітті
Будівля церкви Преображення Господнього була створена по одним документам — у 1661 році, по іншим — у 18 столітті у містечку Поличинці, яке входило до складу Бердичівського повіту. У той час територія містечка була у власності Франтішека Казимежа Хоєцького (Chojecki), який був людиною віруючою. Він прагнув побудувати нову церкву, яка б мала 43 десятини землі. Місцем для побудови культового об'єкту стала територія, де колись розміщалась церква в ім'я Святого Онуфрія. Рік побудови церкви є суперечливим, так як в одних джерелах значиться дата — 1760 рік, в інших — 1770 рік. Спочатку церква була греко-католицькою, потім стала православною. Збереженні деякі відомості витрат грошей і розпоряджання ними наприкінці 19 століття. В час, коли були виділені кошти на побудову дзвіниці, виділялись ще й кошти на ремонтні роботи в церковному приміщенні. Прийняли рішення про розібрання каплиці, яка перебувала не в досить доброму стані, а матеріал, з якого вона була побудована, мав бути використаний для інших цілей — прибудови притвору. Через суперечності, які виникли під час вибору матеріалу, процес будівництва не був розпочатий у 1880 році чи у наступних роках. Тоді ж прихожанами церкви була написана скарга, яка адресувалась в духовне правління. В листі повідомлялось, що ними було довірено 440 рублів священику Краснокутському на ремонт церкви, проте на ці кошти ніякі ремонтні роботи не були здійснені.

### Свято-Преображенська церква у ХХ столітті
У 1903 році у церкві відбулись ремонтні роботи. Настоятелем Линчевським був написаний рапорт Митрополиту Київському і Галицькому, у якому він просив дозволу витратити кошти на укладення підлоги. На цей лист була одержана схвальна відповідь і після цього дерев'яна підлога була замінена на бетонну і частково плиткову. Деякі матеріали, необхідні для ремонту, а саме глиняні плитки, були доставлені до Поличинців з міста Харькова, з крамниці барона О. О. Бергенгейма. У цей період часу навколо храму була зведена залізна огорожа. На початку 20 століття на території церкви знаходилось декілька будівель: будинок псаломщика та священика, дерев'яні стайні, сарай для худоби та комора. Діяла бібліотека, яка була невеликою за розмірами. З західної сторони від церковної будівлі розташовувався сад. У церкві знаходились скульптури Св. Євангеліста, Св. Марії Магдалини. В роки революції Свято-Преображенська церква у Поличинцях залишалась діючою. У 1925 році стала українською автокефальною. В неї існував постійний прихід до 1929 року, після цього богослужіння велись не завжди. Так тривало до 1949 року. У 1950 році церкву зачинили. У 1920-х роках древній храм отримав новий виток у своїй історії, розпочалось його відродження. Певну роль у цьому зіграв Шевчук О. П. — голова місцевого колгоспу. Церква була визнана пам'яткою архітектури, отримала відповідну охоронну грамоту. Для реставраційних робіт у будівлі виділились кошти. Під час ремонтних робіт здійснили зміцнення фундаменту, майданчик навколо Свято-Преображенської церкви виклали цеглою. Реставрація була завершена у 1997 році, в цей же час до храму була передана цінна реліквія — Євангеліє. Свято-Преображенська церква в селі Поличинці належить до Київського Патріархату.

### Історія храму у XXI столітті
У 2007 році у Вінниці відбувся конкурс «Сім чудес Вінниччини», у рамках якого Свято-Преображенську церкву було визнано «Перлиною Поділля». Завдяки організації конкурсу мали бути проведенні заходи, орієнтовані на збереження пам'ятки та надання коштів на благоустрій території.

## Архітектура
Церква була розташована на високому пагорбі, який з усіх сторін оточували болота. Вона відрізнялась великою товщиною стін та вузькими вікнами. Зовнішній вигляд був простим та стриманим. Свято-Преображенська церква побудована у стилі, який є нехарактерним для кам'яних будівель, що зводились у той період часу. План споруди загалом нагадував корабель.Церква тризрубна. План, згідно з яким будувалась церква, відображає риси будівлі без стовпів, яка має три частини. Характер планування церкви був рідкістю і деякі історики пояснюють ці особливості традиціями краю. Близько рівня, який відповідає другому ярусу, знаходяться внутрішні коридори, шлях яких прилягає до центрального куполу. Такі архітектурні прийоми часто використовувались, коли відбувалось будівництво оборонних фортець і їх рідко можна було зустріти у будівництві церков на цих територіях.
Історичні джерела свідчать, що церковна будівля була кам'яна, а дзвіниця — дерев'яна. Риси будівлі нагадують архітектурні творіння дерев'янного зодчества. Це простежується також в плануванні і об'ємно-просторовій структурі храму. Церква налічувала три поверхи, її будівлю прикрашали пілястри. Церква одноапсидна. Її особливістю вважається те, що восьмигранні обсяги других ярусів, уписані у прямокутники, а не у квадрати, хоча саме останній прийом найчастіше зустрічається у спорудах дерев'яного зодчества. Для Свято-Преображенської церкви у селі Поличинці характерна деяка асиметричність форм, хоча при зовнішній оцінці можна знайти симетричні риси. Вівтарна частина храму є більш короткою, у порівнянні із західною, налічує два поверхи. Частина, яка знаходиться перед вівтарем церкви, подібна католицькій різниці. В західній стіні розміщуються два приміщення, одне з яких має звід. У іншому побудовані кам'яні сходи і є хід, який зроблений в південній стіні. Його шлях пролягає на хори. Великий за розміром отвір знаходиться у вівтарі, він веде до верхнього поверху вівтаря. Своїми елементами внутрішня будівля церкви була схожа на фортецю і існують думки, що сталось так через намісника Київського воєводи — Франтішека Хоєцького, який володів територією села Поличинці.
Для будівництва храму використовувалась цегла і камінь великих розмірів. На багатьох цегляних матеріалах для будівництва церкви, було клеймо власника — Хоєцького. Дослідження будівлі дозволило виявити фрагменти літер «РС», які досить часто зустрічаються. Залізо покривало дах церкви і її куполи, які у той час були зеленого кольору. У 1840-х роках виникла необхідність у прибудові масивних підпор, їх залишки були збереженні у східній частині будівлі. Такий крок можна легко пояснити загрозою, яка б виникла через обпливання ґрунтів. У 1850 році стає зрозумілим, що дерев'яна церква дзвіниці через свою старість може незабаром обвалитися. Було вирішено лагодити стару дзвіницю, а не витрачати гроші на будівництво нової, тому що цей захід був би дуже затратним у плані коштів. Хоча у ті часи вже був створений спеціальний план побудови нової кам'яної дзвіниці, який підписав архітектор Спарро. У 1875 році все-таки була побудована нова дзвіниця, яка була крита залізом і ззовні обшивалась тесом. Дзвіниця розташовувалась на кам'яному фундаменті, її відстань від храму складала 3 аршини. Висота дзвіниці сягала 6 сажнів. Дзвіниця мала двоє дверей та вікон і 7 дзвонів. Частково збереглась інформація щодо їх віку: 6 дзвонів були виготовлені не пізніше 1840 року і сьомий дзвін був досить давнім і виготовленим з чавуну.
На стінах Свято-Преображенської церкви був відсутній розпис. Вони були побілені та оштукатурені. Для інтер'єру — характерна витриманість. На рівні другого ярусу проходив карниз із цегли, який покривала гіпсова штукатурка. На дерев'яному престолі були відсутні будь-які надписи. В церкві у 1880 році облаштували спеціальну шафу для збереження посудин. Серед прикрас храму був іконостас із дерева, який датується 1950 роком. Стиль його виконання — бароковий, з різьбленими ярусами. В основі декору іконостаса закладений мотив виноградної лози.